# Breno Alves
Breno Renan Bufolin Alves (ur. 12 maja 1985) – brazylijski judoka.
Uczestnik mistrzostw świata w 2007. Startował w Pucharze Świata w latach 2009-2012. Złoty medalista igrzysk Ameryki Południowej w 2014.